# Karl Giftschütz
Karl Giftschütz (* 13. Februar 1753 in Wien; † 3. Jänner 1831 in Wien) war ein österreichischer Lehrer, katholischer Priester und Erbauungsschriftsteller.

## Leben
Karl Giftschütz war ein Sohn armer Eltern und ein jüngerer Bruder des Pastoraltheologen Franz Giftschütz. Er besuchte das Jesuitenkolleg in Wien und hatte die Ehre, nach Beendigung der philosophischen Studien auf Kosten der Universität eine öffentliche Disputation halten zu dürfen. Nachdem er bei Staatsrat von Martini an der Wiener Universität Jura studiert hatte, trat er 1772 in das Priesterhaus an der Wiener Metropolitankirche zu St. Stephan unter dem Fürsterzbischof und Kardinal von Miggazi ein, studierte wie sein Bruder vier Jahre Theologie an der Universität, wo er 1776 das Diplom als Bakkalaureus und Lizentiat der Theologie erwarb. Am 14. März 1777 wurde er zum Priester geweiht und kam noch im selben Jahr als Kooperator nach St. Veit bei Wien, 1785 in gleicher Eigenschaft nach Tulln.
1789 übernahm er als Direktor die Leitung der Zollerischen Hauptschule in der Wiener Vorstadt Neubau, wo er über 40 Jahre blieb. 1803 ernannte ihn der Kaiser zum Direktor eines Armenbezirkes bei den k. k. Wohltätigkeitsanstalten. Am 17. Mai 1816 erhielt er vom Kaiser ein Belobungsdekret über seinen in diesem Amt geleisteten Diensteifer und am 1. Dezember 1818 ohne Ansuchen zur Belohnung seiner Verdienste um das Schulwesen den Titel eines k.k. Rates. Am 9. Dezember 1828 erhielt er die Große Goldene Verdienstmedaille mit Kette.
Er verfasste mehrere erbauliche und katechetische Schriften, auch für Kinder.

## Werke
- Kurze Rede zur Aufmunterung seiner Mitbrüder bey der allgemeinen Rüstung zum Kriege wider Frankreich. Wien: John 1797
- Rede nach der öffentlichen Bekanntmachung der unterzeichneten Friedenspräliminarartikel mit Frankreich. Ebenda 1797
- Biblische Erzählungen des alten Testamentes mit beygefügten Anmerkungen und Sittenlehren für Kinder. Wien: Heubner. 4. Auflage, 1812
- Leitfaden zum katechetischen Religionsunterrichte für die erwachsene Jugend. Ebenda, 5. Auflage, 1816
- Kurze Betrachtungen eines nachdenkenden Christen. Ebenda, 3. Auflage, 1816
- Sammlung verschiedener Gedichte mit Pensen und Anmerkungen nebst einer kurzen Erinnerung über die Eigenheiten des Versebaues. Ebenda, 4. Auflage 1815
- Kurzgefaßte Geschichte von dem Ursprunge und der Verfassung der von Zollerischen Hauptschule Wien. Wien: Kurzböck, 1803, 1823
- Gebethbuch zum Gebrauche für katholische Christen. Wien: Geistinger, 2. Auflage, 1814
- Erster Unterricht der Kinder in der christlichen Religion, Ebenda, 1814, 3. Auflage
- Das Leben Jesu für Kinder, Ebenda, 3. Auflage, 1816
- Muster von Briefen verschiedenen Inhalts, Ebenda, 3. Auflage, 1817
- Sammlung verschiedener Gedichte zum Gebrauche für die gewöhnlichen Gedächtniß und Verstandes Uebungen in deutschen Schulen. Wien: Heubner, 1818
- Die katholische Religionslehre im Zusammenhange dargestellt, 1. und 2. Bändchen. Wien: Geistinger, 2. Auflage, 1814
- Erbauungsbuch für Kinder nebst den gewöhnlichen Andachts-Uebungen bey der häuslichen oder öffentlichen Gottesverehrung. Ebenda, 1815
- Erklärung der sonntäglichen Evangelien und jener der höhern Feste des Herrn, Ebenda, 1818
- Davids Bußpsalmen umschrieben. Wien: Heubner, 1819
- Prämienbuch für die Schüler in den Wiederholungsschulen. Auf Veranlassung der hochlöblichen kk Landes-Regierung zum Drucke befördert. Ebenda, 1820
- Kurze Belehrung von den Pflichten der Aeltern gegen ihre Kinder und der Kinder gegen ihre Aeltern. Ebenda, 1820
- Erklärung der Evangelien an allen gebothenen Feyertagen des ganzen Jahrs. Wien: Geistinger, 1820